# Karim Loukili
Karim Loukili (Den Haag, 28 april 1997) is een Marokkaans-Nederlands voetballer die als middenvelder voor Riga FC speelt.

## Clubcarrière
Loukili begon in de jeugd bij ADO Den Haag. Daar speelde hij tot 2013, toen hij de overstap maakte naar de jeugdopleiding van FC Utrecht. Hij speelde daar in de O17 en O19. Loukili maakte op 19 december 2016 zijn debuut voor Jong FC Utrecht in de Eerste divisie, in een met 2–1 gewonnen wedstrijd thuis tegen Telstar. Hij begon in de basisopstelling en speelde de hele wedstrijd. Op 29 januari 2018 maakte FC Utrecht bekend dat het contract met Karim Loukili is verlengd tot medio 2020. Medio 2018 ging hij naar Chabab Rif Al Hoceima. In december 2018 verliet hij de club. 
Na een half jaar zonder club te hebben gezeten sloot hij in de zomer van 2019 aan bij Jong Sparta Rotterdam. In januari 2020 ging Loukili in Duitsland voor 1. FC Phönix Lübeck spelen dat uitkomt in de Oberliga Schleswig-Holstein. Hier speelde slechts twee wedstrijden, waarin hij tweemaal scoorde, voor de competitie werd beëindigd vanwege de coronacrisis. In de zomer van 2020 vertrok hij transfervrij naar Helmond Sport. Hier presteerde hij goed en verdiende hij een transfer naar het Letse Riga FC.
Hij werd geselecteerd voor Nederlandse en Marokkaanse jeugdselecties.

### Statistieken
| Seizoen                       | Club                  | Land            | Competitie     | Competitie | Competitie | Beker | Beker | Overig | Overig | Totaal | Totaal |
| Seizoen                       | Club                  | Land            | Competitie     | Wed.       | Dlp.       | Wed.  | Dlp.  | Wed.   | Dlp.   | Wed.   | Dlp.   |
| ----------------------------- | --------------------- | --------------- | -------------- | ---------- | ---------- | ----- | ----- | ------ | ------ | ------ | ------ |
| 2016/17                       | Jong FC Utrecht       | Nederland       | Eerste divisie | 3          | 1          | –     | –     | –      | –      | 3      | 1      |
| 2017/18                       | Jong FC Utrecht       | Nederland       | Eerste divisie | 31         | 2          | –     | –     | –      | –      | 31     | 2      |
| 2018/19                       | Chabab Rif Al Hoceima | Marokko         | Botola Pro     | 4          | 1          | ?     | ?     | –      | –      | 4      | 1      |
| 2019/20                       | Jong Sparta Rotterdam | Nederland       | Tweede divisie | 15         | 5          | –     | –     | –      | –      | 15     | 5      |
| 2019/20                       | 1. FC Phönix Lübeck   | Duitsland       | Oberliga S-H   | 2          | 2          | 0     | 0     | –      | –      | 2      | 2      |
| 2020/21                       | Helmond Sport         | Nederland       | Eerste divisie | 37         | 9          | 1     | 0     | –      | –      | 38     | 9      |
| 2021                          | Riga FC               | Letland         | Virslīga       | 8          | 1          | 1     | 0     | 4      | 0      | 13     | 1      |
| 2022                          | Riga FC               | Letland         | Virslīga       | 2          | 0          | 0     | 0     | –      | –      | 2      | 0      |
| 2022/23                       | Karmiotissa FC        | Vlag van Cyprus | A Divizion     | 6          | 1          | 0     | 0     | 7      | 0      | 13     | 1      |
| 2023/24                       | Karmiotissa FC        | Vlag van Cyprus | A Divizion     | 12         | 1          | 1     | 0     | 0      | 0      | 13     | 1      |
| 2023/24                       | TOP Oss               | Nederland       | Eerste divisie | 14         | 0          | 0     | 0     | 0      | 0      | 14     | 0      |
| 2024/25                       | TOP Oss               | Nederland       | Eerste divisie | 10         | 0          | 1     | 0     | 0      | 0      | 11     | 0      |
| Carrièretotaal                | Carrièretotaal        | Carrièretotaal  | Carrièretotaal | 144        | 23         | 4     | 0     | 11     | 0      | 159    | 23     |
| Bijgewerkt op 30 oktober 2024 |                       |                 |                |            |            |       |       |        |        |        |        |